# Pompier en Suisse
Les sapeurs-pompiers sont chargés des missions de secours aux victimes et de lutte contre l'incendie en Suisse. Ils sont plus de 90 000 volontaires et professionnels.
Le numéro d'appel des services du feu en Suisse est le 118. Le 117 et le 112, quant à eux sont gérés par les services de police. Le numéro d'appel pour les services sanitaires (ambulances, médecins) est le 144, la REGA le 1414, et Air Glaciers le 1415. Le service de toxicologie (TOX), le 145.
La devise des sapeurs-pompiers suisses est « Sécuriser, sauver, tenir, protéger, maîtriser ».

## Missions
En Suisse, les sapeurs-pompiers font partie du service coordonné de protection de la population. Ils ont de nombreuses missions :
- lutte contre l'incendie ;
- protection contre les catastrophes naturelles ;
- risques technologiques (hydrocarbures, risques biologiques, chimiques, etc.) ;
- secours routier ;
- secours à personnes (en appui des services sanitaires).

## Organisation
L'organisation des pompiers en Suisse, bien qu'elle relève de la compétence cantonale, est chapeautée par la Coordination suisse des sapeurs-pompiers (CSSP) qui représente les intérêts des cantons, et par la Fédération suisse des sapeurs-pompiers (FSSP) qui représente les intérêts des sapeurs-pompiers.
L'effectif se montait, en 2013, à 93 867 sapeurs-pompiers dont 1 297 professionnels, incorporés dans 1 468 organisations dont 14 corps professionnels et 218 corps d'entreprise.
Hormis les pompiers professionnels, les sapeurs-pompiers font partie du système de milice helvétique.
La majorité des cantons - ceux de Zurich, Genève, Vaud et du Tessin faisant exception - prévoit une obligation légale de servir dans un corps de sapeurs-pompiers. Cet engagement de milice obligatoire s'étend généralement à toute la population résidente appartenant à une certaine classe d'âge. On s'acquitte de cette obligation, soit en faisant partie activement du corps local, soit en payant une taxe annuelle.

## Formation
Depuis février 2008, la profession de sapeur-pompier professionnel est officiellement reconnue en Suisse. Le titre de sapeur-pompier professionnel est donc protégé par la loi.
Au niveau volontaire, la FSSP chapeaute les différentes formations cantonales.

## Structures et institutions cantonales

### Genève
Genève dispose de deux corps de sapeurs-pompiers professionnels :
- le Service d'incendie et de secours de la ville de Genève (SIS) qui intervient en premier échelon sur la totalité du canton ;
- le Service de sécurité de l'aéroport (SSLIA)[4] qui dessert le territoire de l'Aéroport international de Genève et, sur demande de renfort de la part du SIS, le reste du canton.

La ville de Genève dispose également de deux compagnies de sapeurs-pompiers volontaires (une sur chaque rive du Rhône).
Le reste du canton compte 43 compagnies communales divisées en arrondissements.
Il existe également sept corps de sapeurs-pompiers d'entreprise[réf. nécessaire] : Hôpitaux universitaires de Genève (HUG), Services industriels de Genève (SIG), Palexpo, Givaudan, Firmenich, les pompiers du CERN et les Chemins de fer fédéraux (CFF).

### Fribourg
Le canton de Fribourg compte depuis le 1er janvier 2023 5 bataillons de sapeurs-pompiers.
- Le bataillon des sapeurs-pompiers de la Broye regroupe tous les pompiers du district de la Broye et l'ancien centre de renfort d'Estavayer[8].
- Le bataillon Lac regroupe les pompiers du district du Lac et l'ancien centre de renfort de Morat.
- Le bataillon Sarine regroupe les pompiers du district de la Sarine et l'ancien centre de renfort de Fribourg[9].

- Le bataillon Sense regroupe les pompiers du district de la Singine et l'ancien centre de renfort de Guin.
- Le bataillon Sud regroupe les pompiers des districts de la Gruyère, de la Glâne et de la Veveyse, ainsi que leurs centres de renfort respectifs[10].

### Valais

#### Organisation

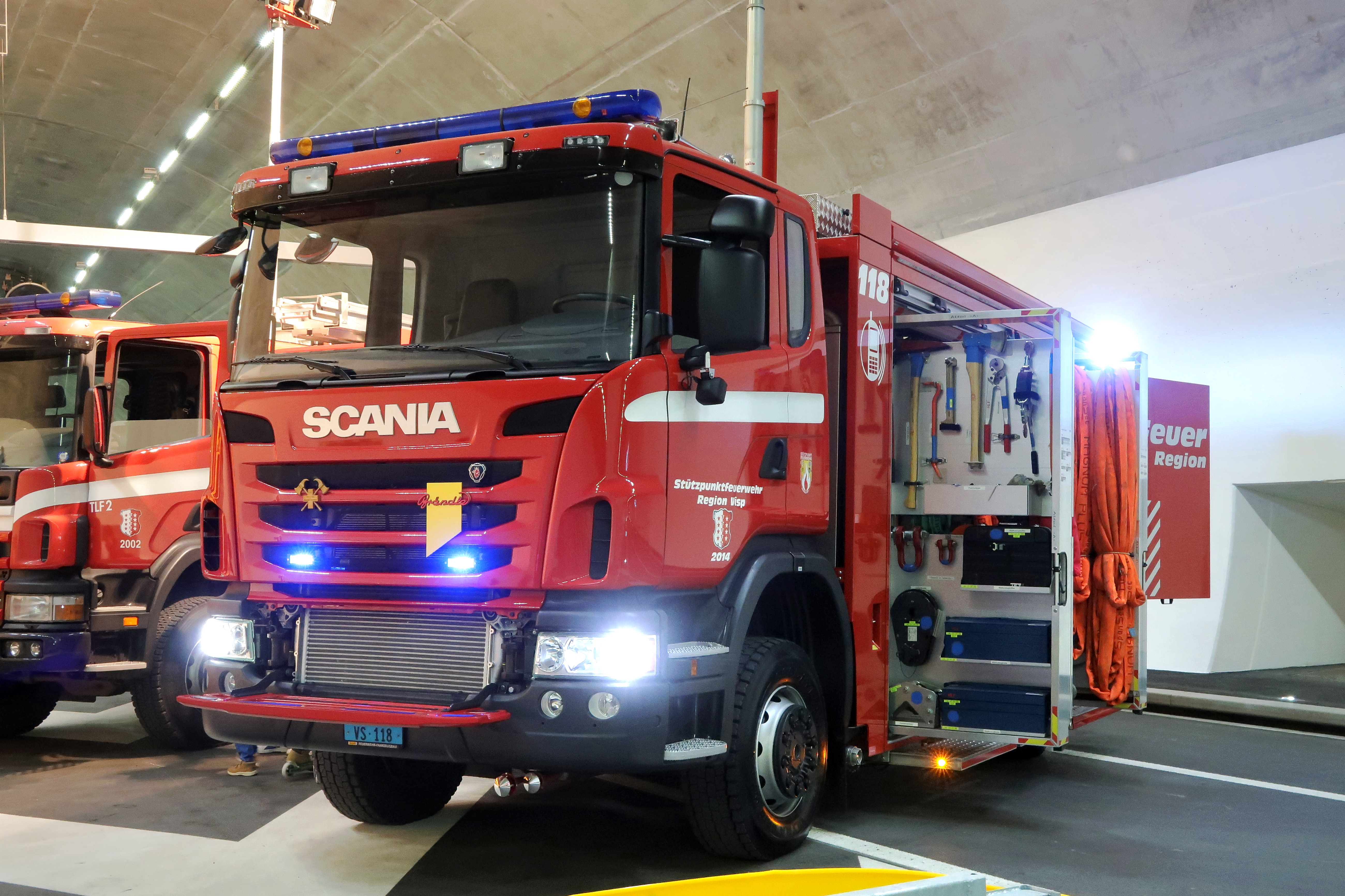
Tonne-pompe secours routier (Hilfeleistungsfahrzeug HLF) des pompiers de Viège (Stützpunktfeuerwehr Region Visp).

En Valais, les compagnies de sapeurs pompiers sont regroupées en différentes catégories :
- les CSI-A sont les six principaux centres qui viendront en renfort des autres en cas de besoin ;
- seize CSI-B sont situés dans des zones clefs, pour intervenir avec de gros moyens plus rapidement que les CSI-A ;
- CSI-C sont les pompiers spécialisés dans le chimique. Le CSI-C de CIMO Compagnie Industrielle de Monthey SA est le seul corps de sapeurs-pompiers professionnels du Valais. Ils interviennent en renfort dans tout le Valais romand dans le cas où un CSI demande une aide lors d’une intervention chimique.
- CSP.

Pour qu'un CSP existe encore et ne fusionne pas avec un autre corps, il doit posséder assez de points de charge. Cela est défini selon le nombre d'habitants et d'interventions de la dite commune.

#### Alarmes
Les alarmes sont regroupés en trois couleurs :
- rouge : feux de bâtiments, accidents chimiques, pollutions de cours d'eau ;
- jaune : désincarcérations, feux de cheminée, feux de véhicules, inondations ;
- bleu : petites alarmes diverses, nids de guêpes, alarmes automatiques.

### Vaud

#### Organisation
Les pompiers vaudois sont organisés en détachements de premier secours (DPS) et détachements d'appui (DAP). Les différents DPS sont de plus catégorisés de A à H, en fonction de leurs attributions en termes de missions (et donc de matériel). Les DPS A à G sont des corps de volontaires et le seul DPS H du canton est le corps professionnel de Lausanne. Les DPS sont l'épine dorsale de la défense incendie vaudoise, renforcés par les DAP, qui sont les corps villageois ou les unités de renfort des grands centres.
Cette répartition vient en plus du regroupement en services de défense incendie et secours (SDIS). Un SDIS regroupe souvent plusieurs DPS et DAP de différentes communes, pour des questions de rationalisation de l'instruction, du matériel et de l'administration (ex. : le SDIS régional du Nord vaudois regroupe les DPS d'Yverdon-les-Bains, Grandson, Yvonand et Concise).
Si chaque commune garde une certaine marge de manœuvre pour la gestion de son corps de pompier, tous les SDIS dépendent de l'Établissement d'assurance contre l'incendie et les éléments naturels du canton de Vaud (ECA) pour la majeure partie de leur équipement, pour l'instruction, l'organisation et le système d'alarme.

#### Alarmes
L'ECA gère un centre de traitement des alarmes (CTA) à Pully. Ce centre reçoit tous les appels 118 du canton de Vaud et s'occupe d'alarmer les moyens nécessaires pour répondre aux différents évènements.
Pour assurer une réponse adaptée, les différents évènements ont été catégorisés en fonction de l'objet touché (immeuble, villa, industrie, etc.) et de la gravité. À chaque catégorie correspond ensuite un train de feu standard, indiquant les moyens en homme et en matériel à alarmer. Un système informatique sélectionne ensuite le ou les DPS les plus proches pouvant amener les moyens adaptés.
L'exemple typique est un feu de villa sur le territoire d'un DPS dépourvu d'échelle automobile (EA). Le train de feu standard étant une tonne-pompe, un véhicule d'accompagnement et une EA. Le système alarmera la tonne-pompe et le véhicule d'accompagnement locaux et l'EA la plus proche, donc un second DPS.

#### Formation
La formation de base des pompiers volontaires vaudois commence par un e-learning appelé « FOAD » (formation ouverte à distance). À la suite de la FOAD, le futur sapeur-pompier suit une formation de base sur deux jours dans un centre de l'ECA. Ce cours porte le code « FB-01 ».
Une fois la formation de base terminée, le sapeur est intégré dans un DAP.
Le sapeur-pompier continue sa formation tout au long de sa carrière sous la forme d'une formation continue. Une instruction est souvent faite lors de la réception de nouveau matériel, de changement de méthode ou d'autres modifications selon les besoins.
Enfin, le sapeur peut suivre des cours cantonaux mis sur pied par l'ECA. Il s'agit en principe de cours de un à deux jours sur un sujet particulier. Le sujet est choisi selon la motivation du participant, les besoins de sa hiérarchie et le budget.
Les cours sont variés. Il existe, entre autres, les cours suivants : Hydraulique de base, Protection respiratoire, Sous-officier, Chef d'intervention.

## Fabrication de matériel

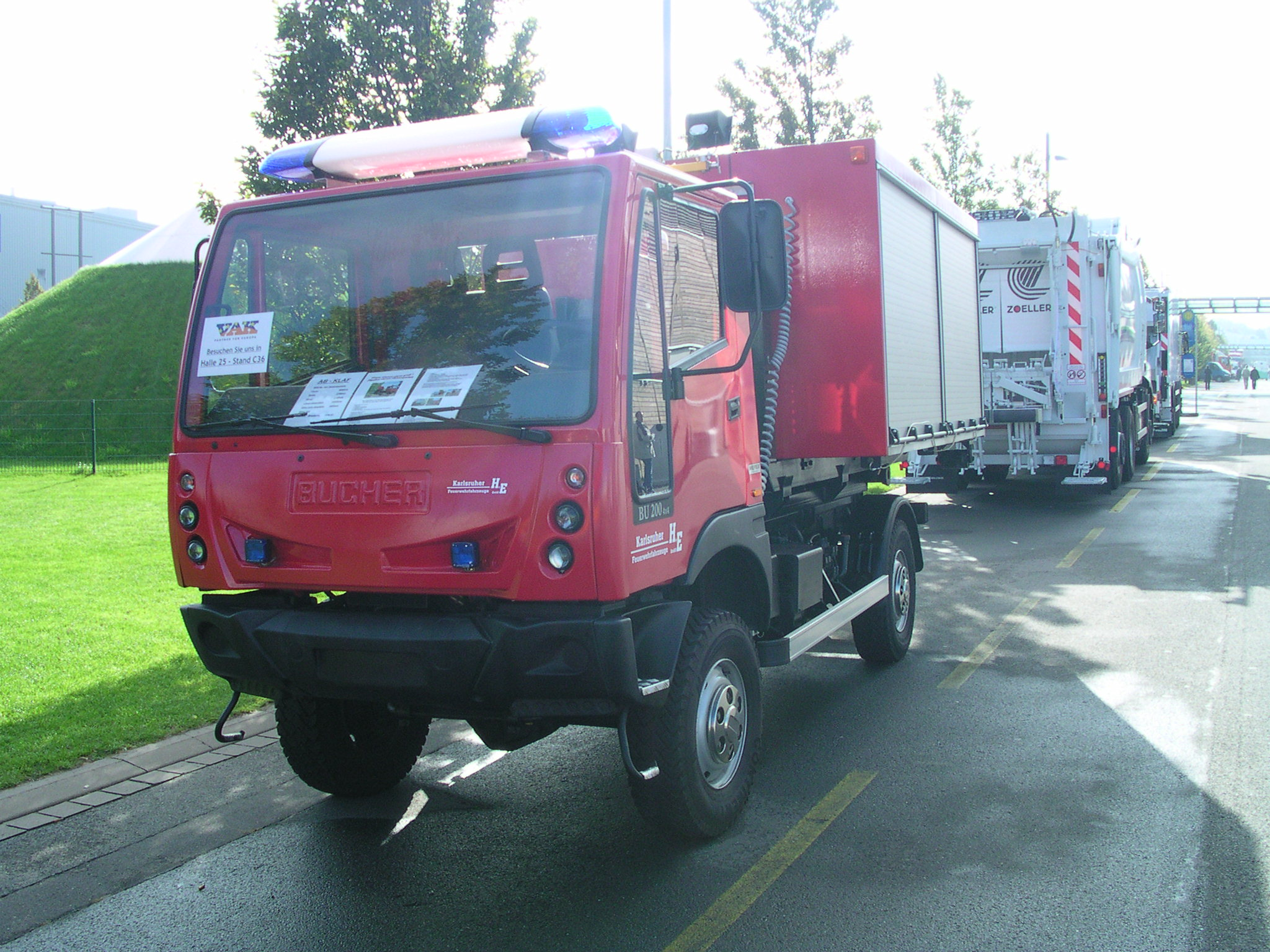
Camion de pompiers Bucher.

La Suisse compte entre autres sur son territoire les fabricants Aebi, Vogt, Feumotech, Brändle, Bucher Industries.

## Patrimoine culturel

### Musée des sapeurs-pompiers et sapeuses-pompières
Le musée des sapeurs-pompiers et sapeuses-pompières, situé à Genève non loin de la jonction entre le Rhône et l'Arve, est un musée qui retrace l'histoire des sapeurs-pompiers genevois depuis la création de leur bataillon en 1840,,.
Installé dans un ancien atelier industriel et inauguré le 29 mai 2008,, le musée s'étend sur trois étages et présente plusieurs milliers de pièces et engins rénovés dont les plus anciens remontent au XVIIIe siècle.
Au rez-de-chaussée se trouve le garage du musée composé de véhicules et de chariots de différentes époques. Ils sont entourés d'une barrière en corde avec des colonnes mobiles restaurées qui font office de poteaux. Le premier étage avec ses motopompes, casques, mannequins habillés et équipés et salle de projection constitue le cœur du musée d'où on accède, toujours par un escalier en bois, à la mezzanine. Celle-ci a un sol en planches gravées des noms de trois centaines de pompiers actifs et retraités de la volonté desquels, avec le soutien de la ville de Genève, est né le musée. À ce dernier niveau, le site expose des extincteurs, chariots et scènes reconstituées.